# Portas
Cet article concerne la commune de Galice. Pour les autres significations, voir Portas (homonymie).
Portas est une commune de la province de Pontevedra en Espagne située dans la communauté autonome de Galice.

## Paroisses
Elle a quatre parroquias (paroisses):
- Briallos (San Cristóbal)
- Lantaño (San Pedro)
- Portas (Santa María)
- Romay (San Julián)